# ルジンの分離定理
記述集合論および数理論理学において、ルジンの分離定理（ルジンのぶんりていり、Lusin's separation theorem）とはポーランド空間において A とB が互いに交わらない 解析集合ならその空間におけるボレル集合 C で A ⊆ C かつ B ∩ C = ∅ であるものが存在する。 この定理は1927年にそれを証明したニコライ・ルージンの名を冠する。
この定理は一般化でき、互いに素な解析集合の列 (An) に対して、互いに素なボレル集合の列 (Bn) を、全ての n について An ⊆ Bn であるように取れることも証明できる。
この定理の直接の帰結にススリンの定理がある。すなわち、自身と補集合が両方解析集合ならそれはボレル集合である。